# Dmytriwka (Berdjansk)
Dmytriwka (ukrainisch Дмитрівка; russisch Дмитровка Dmitrowka) ist ein Dorf im Süden der ukrainischen Oblast Saporischschja mit etwa 2400 Einwohnern (2004).

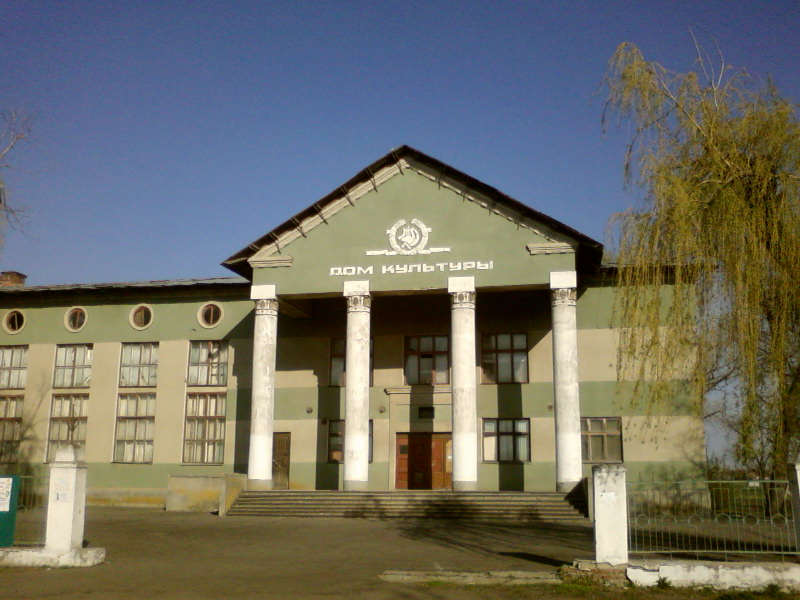
Kulturhaus in Dmytriwka

Das 1861 gegründete Dorf liegt am Flüsschen Kiltytschtschja (ukrainisch Кільтиччя) in 6 km Entfernung vom Ufer des Asowschen Meeres.
Das Dorf befindet sich 190 km südöstlich vom Oblastzentrum Saporischschja und 21 km nordwestlich vom Rajonzentrum Berdjansk.
Durch Dmytriwka verläuft die Regionalstraße P–37. 10 km südöstlich befindet sich eine Autobahnanschluss der Fernstraße M 14 / E 58.
Am 12. Juni 2020 wurde das Dorf ein Teil der neugegründeten Siedlungsgemeinde Andrijiwka, bis dahin bildete es zusammen mit dem Dorf Schewtschenka (ukrainisch Шевченка) die gleichnamige Landratsgemeinde Dmytriwka (Дмитрівська сільська громада/Dmytriwska silska rada) im Westen des Rajons Berdjansk.